# Service d'information et d'analyse des logiciels libres éducatifs
Le Service d'information et d'analyse des logiciels libres éducatifs, plus connu sous son acronyme SIALLE ou Sialle, est une plateforme web destinée à informer les enseignants sur les logiciels libres pouvant avoir une utilité pour l'éducation.
SIALLE a été lancé en 2006.